# Temperance (Michigan)
Temperance is een plaats (census-designated place) in de Amerikaanse staat Michigan, en valt bestuurlijk gezien onder Monroe County.

## Demografie
Bij de volkstelling in 2000 werd het aantal inwoners vastgesteld op 7757.

## Geografie
Volgens het United States Census Bureau beslaat de plaats een oppervlakte van
12,0 km², waarvan 11,9 km² land en 0,1 km² water.

## Plaatsen in de nabije omgeving
De onderstaande figuur toont nabijgelegen plaatsen in een straal van 12 km rond Temperance.